# Terme di Nerone

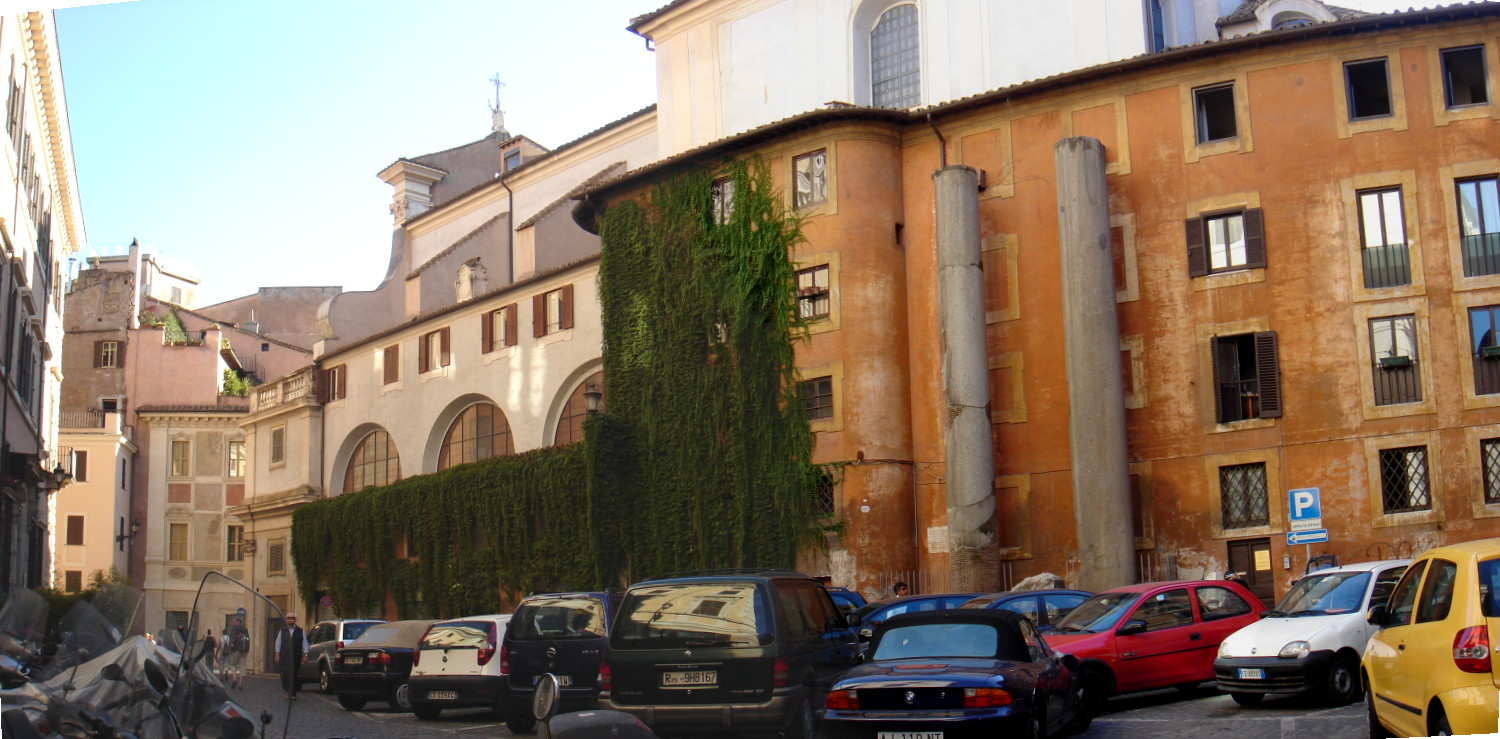
Colonne delle Terme Alessandrine a via di Sant'Eustachio

Le Terme di Nerone o Alessandrine (poiché costruite da Nerone e restaurate da Alessandro Severo) erano un complesso termale di Roma antica, costruite nel Campo Marzio nel 62 e rifatte nel 227 o 229. Si trovavano nell'area delimitata dalle attuali piazza della Rotonda, via del Pozzo delle Cornacchie e via della Dogana Vecchia, per un'estensione che arrivava a coprire circa 190x120 metri.

## Storia e descrizione
Erano alimentate inizialmente dall'Acquedotto Vergine, che già serviva le vicine Terme di Agrippa, poi, in occasione del restauro severiano, dall'Acqua Alessandrina. Secondo la testimonianza di Sidonio Apollinare erano ancora in uso nel V secolo. Si trattava molto probabilmente delle prime terme romane di tipo "imperiale", cioè con gli ambienti organizzati simmetricamente attorno a un asse centrale, impostate a una notevole scenograficità.
Come nel caso delle terme di Agrippa, la pianta del complesso, di forma quadrata, è conosciuta da disegni rinascimentali (in particolare del Palladio e di Antonio da Sangallo il Giovane) ed è probabile, anche se non sicuro, che fosse la stessa del tempo di Nerone. Al centro si trovava la natatio (piscina) e le sale calde e fredde, affiancate da ambienti laterali, tra cui due peristili in funzione forse di palestre.
| Planimetria del Campo Marzio centrale |
| --- |
| Terme di Nerone Stadio di Domiziano Pantheon Basilica di Nettuno Terme di Agrippa Stagnum ? Odeon di Domiziano Insulae d'epoca adrianea Magazzini ? Magazzini ? Magazzini ? Saepta Iulia Diribitorium Porticus Divorum Aqua Virgo Arco di Claudio Porticus Vipsania Caserma della I coorte dei Vigiles Iseum Tempio di Minerva Calcidica Ara di Marte Via Flaminia Via Flaminia Tempio di Adriano Tempio di Matidia Teatro di Pompeo Templi di Largo Argentina Portico di Minucio Colonna di Marco Aurelio T. di M.Aurelio e Faustina (?) Arco di M.Aurelio (?) Colonna di Antonino Pio Ustrino di Faustina maggiore Ustrino di Faustina minore Via Recta Portico e tempio del Bonus Eventus Portico di Pompeo Arcus Novus Portico di Meleagro Portico degli Argonauti Piazza della Rotonda Villa Publica |

## Riutilizzo dei ruderi
Oltre ai marmi pregiati riutilizzati nel tempo per l'edificazione di palazzi nobiliari e chiese (compresa la basilica di San Pietro), dall'area di queste terme provengono le due colonne di granito rosa reimpiegate nel 1666 per il restauro del pronao del Pantheon e un capitello monumentale conservato attualmente nei Musei Vaticani (Cortile della Pigna), dove fa da base al Pignone. Una cornice e due colonne sono attualmente rialzate presso i resti delle terme a piazza Sant'Eustachio, mentre un'altra colonna fu rialzata nel 1896 presso Porta Pia. Una monumentale vasca, già nelle raccolte di villa Medici, si trova oggi nell'anfiteatro del Giardino di Boboli, a Firenze.

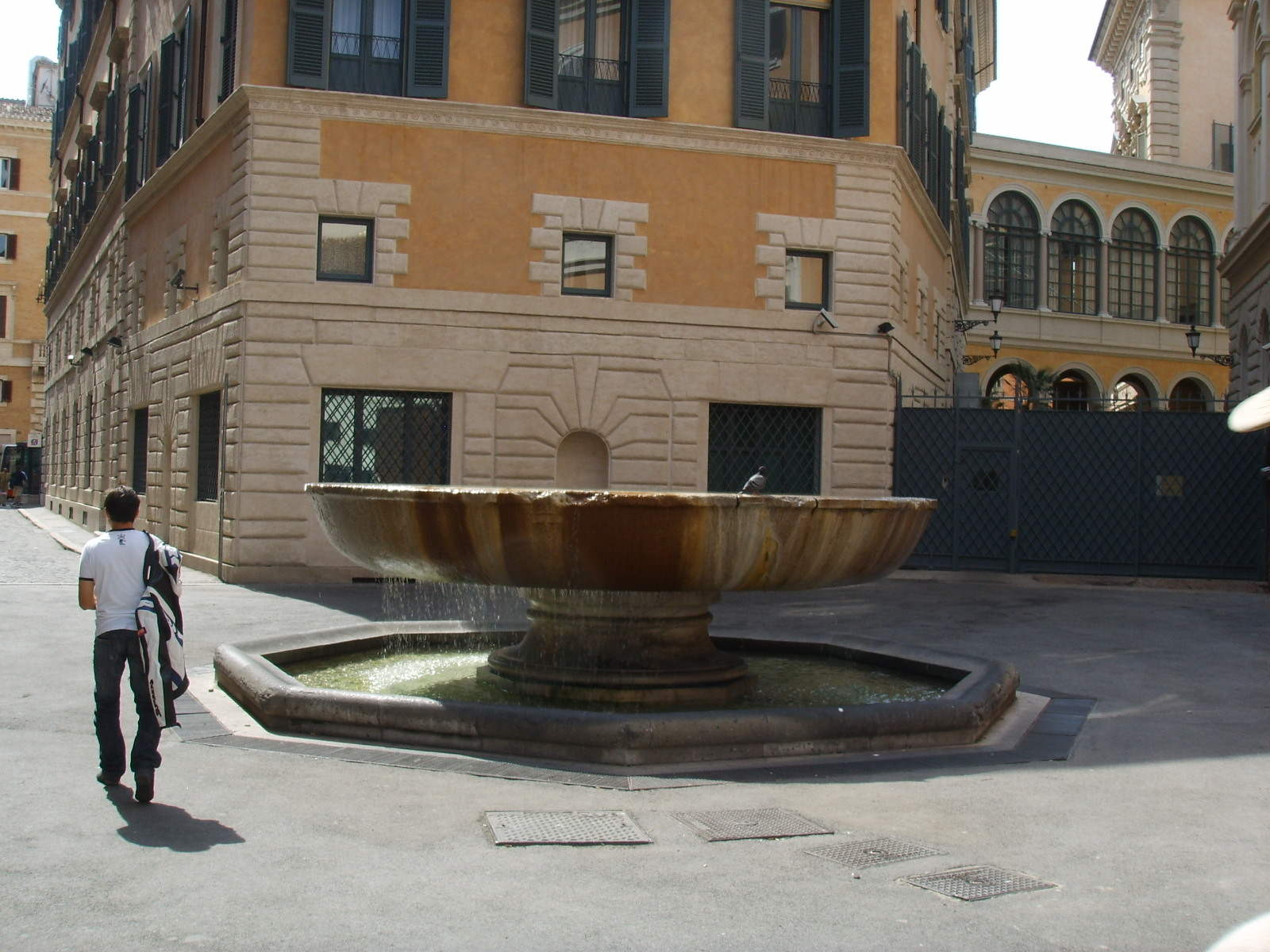
La fontana del Senato

Dell'edificio restano oggi pochi resti al di sotto di Palazzo Madama: durante i lavori di risistemazione della centrale termoidraulica del Senato della Repubblica fu scoperta alla fine degli anni Ottanta del XX secolo una grande vasca di granito bicromica (nero-rossa, del tipo importato dall'Egitto in epoca imperiale), probabilmente utilizzata per il bagno nel 'calidarium' delle terme. Restaurata nei suoi tre punti di frattura, fu donata dal presidente del Senato Giovanni Spadolini alla cittadinanza di Roma con una cerimonia pubblica e collocata - a mo' di fontana - su di un piedistallo rinascimentale nello slargo da allora ribattezzato 'piazza della Costituente', che collega via degli Staderari con via della Dogana vecchia e piazza Sant'Eustachio.